# Bachana Khorava
Bachana Khorava (né le 15 mars 1993) est un athlète géorgien, spécialiste du saut en longueur.

## Carrière
Il remporte la médaille de bronze, tout en battant le record national de catégorie, lors des Championnats d'Europe espoirs d'athlétisme 2015.
Il détient un record de 8,01 m obtenu en 2015 à Bakou. Le 7 février 2016, il porte le record national en salle à 8,25 m à Tbilissi (Indoor Palace), ce qui lui donne le minima pour les Jeux olympiques de Rio.

## Palmarès
| Date | Compétition                       | Lieu         | Résultat | Épreuve   | Performance   |
| ---- | --------------------------------- | ------------ | -------- | --------- | ------------- |
| 2015 | Jeux européens                    | Bakou        | 1er      | Longueur  | 7,64 m        |
| 2015 | Championnats d'Europe espoirs     | Tallinn      | 3e       | Longueur  | 7,97 m        |
| 2017 | Championnats d'Europe par équipes | Tel Aviv     | 1er      | 100 m     | 10 s 76       |
| 2017 | Championnats d'Europe par équipes | Tel Aviv     | 2e       | 200 m     | 22 s 17       |
| 2017 | Championnats d'Europe par équipes | Tel Aviv     | 3e       | 4 x 400 m | 3 min 19 s 12 |
| 2017 | Championnats des Balkans          | Novi Pazar   | 3e       | Longueur  | 7,56 m        |
| 2018 | Championnats des Balkans          | Stara Zagora | 11e      | Longueur  | 7,07 m        |
| 2019 | Championnats des Balkans          | Pravetz      | 6e       | Longueur  | 7,62 m        |